# Charles Gheerbrant
Pour les articles homonymes, voir Gheerbrant.
Charles Gheerbrant, né le 13 septembre 1924 à Arras (Pas-de-Calais) et mort le 23 avril 2019 à Arras (Pas-de-Calais), est un homme politique français.

## Biographie
Il meurt à l'âge de 94 ans le 23 avril 2019 à Arras, dans le Pas-de-Calais, et est inhumé au cimetière de Saint-Nicolas-lez-Arras, dans le même département.

## Fonctions et mandats
Mandat parlementaire
- 28 mars 1993 - 21 avril 1997 : député de la 2e circonscription du Pas-de-Calais

Mandats locaux
- 1973 - 18 mars 2001 : maire de Saint-Nicolas